# Lookin' for a love (Neil Young)
Lookin' for a love is een lied dat werd geschreven door Neil Young. Samen met Crazy Horse bracht hij het in 1975 uit op een single (1976  in Nederland). De single behaalde in Canada een hitnotering op nummer 48.
Het verscheen in 1975 ook op zijn album Zuma (eveneens met Crazy Horse) en kwam op enkele verzamelwerken terug, zoals op S.N.A.C.K. van Young samen met Bob Dylan & The Band. Op de B-kant staat Sugar mountain dat ook op de B-kanten van verschillende andere singles terechtkwam, zoals van The loner (1968), Cinnamon girl (1970) en Heart of gold (1971). 
Het is een liefdeslied waarin de zanger beschrijft op zoek te zijn naar een geliefde. Ze zal er anders uitzien dan hij zich haar voorstelt, maar het zou voor hem betekenen dat hij kan leven. Hij wil dan het beste maken van wat hij ziet en hoopt dat hij haar geest niet te veel zal beroeren, omdat zij zijn donkere kanten leert kennen. Het nummer ligt in lijn met zijn album Zuma, waarin de zanger toont zich bewust te zijn van zijn fouten en beperkingen.
Er verschenen verschillende covers op albums van andere artiesten, zoals van Jesse Malin (On your sleeve, 2008) en AJJ (Rompilation, 2012).